# Ratu
Ratu är en titel som används av fijianska män av ledande rang. En kvinnlig motsvarighet är Adi.
Ra är ett prefix i många titlar, exempelvis Ramasi, Ramalo, Rasau, Ravunisa och Ratu, och Tu betyder helt enkelt hövding. Den formella användningen av Ratu som en titel i ett namn, jämförbar med den engelska termen Sir, introducerades efter att landet avträtts till Storbritannien 1874. Tidigare titulerades en hövding endast med sitt födelsenamn och en lokal traditionell titel.

## Välkända ledare
- Ratu Sir George Cakobau; Fijis första infödda guvernörsgeneral
- Ratu Seru Epenisa Cakobau; fijiansk monark som avträdde öarna till Storbritannien
- Ratu Sir Penaia Ganilau; Fijis första president
- Ratu Josefa Iloilo; president
- Ratu Sir Kamisese Mara; "landsfader", långvarig premiärminister och president
- Ratu Tevita Momoedonu; före detta premiärminister
- Ratu Sir Lala Sukuna; soldat, forskare och statsman
- Ratu Epeli Nailatikau; före detta talare i senaten och interimsutrikesministerformer